# William Guarnere
William J. Guarnere (28 d'abril de 1923 - 8 de març de 2014) va ser un soldat de l'exèrcit dels Estats Units que va lluitar a la Segona Guerra Mundialcom a sots-oficial de la Companyia Easy, 2n Batalló, 506è Regiment d'Infanteria Paracaigudista de la 101a Divisió Aerotransportada.
Guarnere va escriure 'Brothers in Battle, Best of Friends: Two WWII Paratroopers from the Original Band of Brothers Tell Their Story amb l'amic de molt temps Edward "Babe" Heffron i el periodista Robyn Post el 2007. Guarnere va aparèixer a la minisèrie d'HBO del 2001 Band of Brothers, interpretat per Frank John Hughes.

## Vida primerenca i educació
Guarnere va néixer a South Philadelphia, Pennsilvània el 1923.:87 Era el més jove dels deu fills de Joseph i Augusta Guarnere, d'origen italià.:4–5 Es va incorporar al programa del Campament d'Entrenament Militar de Ciutadans (CMTC) durant la Gran Depressió. La mare de Guarnere va dir al govern que el seu fill tenia 17 anys, quan, en realitat, només tenia 15 anys. Va passar tres estius al CMTC, que va trigar quatre anys a completar-se. El seu pla, un cop finalitzat l'entrenament, era convertir-se en oficial de l'exèrcit dels Estats Units. Malauradament, després del seu tercer any, el programa es va cancel·lar a causa de la guerra a Europa.
Després de l'atac a Pearl Harbor i sis mesos abans de la seva graduació, Guarnere va abandonar la South Philadelphia High School i va anar a treballar per a Baldwin Locomotive Works, fent tancs Sherman per a l'Exèrcit. Això va disgustar a la seva mare, perquè cap dels altres fills s'havia graduat a la secundària. Guarnere va passar al torn de nit i va tornar a l'escola, guanyant el diploma el 1942. A causa del seu treball, va tenir una exempció del servei militar.:6
No obstant això, el 31 d'agost de 1942, Guarnere es va allistar a les tropes aerotransportades de l'exèrcit nord-americà i va començar a entrenar al Camp Toccoa, Geòrgia.

## Servei militar
Guarnere va ser destinat a la Companyia Easy, 2n Batalló, 506è Regiment d'Infanteria Paracaigudista de la 101a Divisió Aerotransportada. Va fer el primer salt en combat el dia D en el marc de la invasió aliada de França.
Guarnere es va guanyar el sobrenom de "Wild Bill" per la seva actitud temerària envers l'enemic. Va mostrar un fort odi cap al seu enemic, ja que el seu germà gran, Henry Guarnere, havia estat mort lluitant en la campanya italiana a Monte Cassino.
A les primeres hores del 6 de juny, es va unir al tinent Richard Winters i a uns quants altres per intentar assegurar el petit poble de Sainte-Marie-du-Mont i la via de sortida número 2 que conduïa des de la platja. Quan es dirigien cap al sud, van sentir que un pelotó alemany venia a portar subministraments i van ocupar posicions d'emboscada. Winters va dir als homes que esperessin a disparar la seva ordre, però Guarnere, al·legant que pensava que Winters podria estar vacil·lant per matar, va obrir foc immediatament amb el seu Subfusell Thompson, matant la major part de la unitat.:62–64
Aquest matí, també es va unir a Winters per assaltar un grup de quatre obusos de 105mm a Brécourt Manor. Winters va nomenar Guarnere com a segon sergent de pelotó, ja que els 13 homes van atacar uns 50 alemanys. L'atac es va utilitzar més tard com a exemple de com una esquadra pot atacar una força molt més gran en una posició defensiva.:64–70
Guarnere va resultar ferit a mitjan octubre de 1944, mentre que Easy Company assegurava la línia a "L'illa" del costat sud del Rin. Com a sergent del segon pelotó, havia d'anar amunt i avall per la línia del front per comprovar i animar els seus homes, que estaven repartits a una distància aproximada d'una milla. Mentre conduïa una moto que havia robat a un agricultor holandès per un camp obert, un franctirador el va disparar a la cama dreta. L'impacte el va fer caure de la moto, li va fracturar la tíbia dreta i va allotjar una metralla a la natja dreta. Va ser enviat a Anglaterra el 17 d'octubre.:141
Tot i que es recuperava de les lesions, no volia ser assignat a una altra unitat, de manera que va posar betum de sabates negres per tota la escaiola, va posar el camal del pantaló sobre la escaiola i va sortir de l'hospital amb un greu dolor. Va ser atrapat per un oficial, sotmès a un tribunal militar, degradat a soldat ras i va tornar a l'hospital. Els va dir que només marxava per unir-se de nou a la Comapnyia Easy. L'hospital el va mantenir una setmana més i després el va traslladar a la seva unitat.:142, 150
Va arribar a Mourmelon-le-Grand, als afores de Reims, on la 101 es trobava en descans i recuperació, aproximadament el 10 de desembre, just abans que la companyia fos enviada a la batalla de les Ardenes a Bèlgica, el 16 de desembre. Com que els tràmits no van arribar d'Anglaterra sobre la seva derivació judicial i marcial, va ser reintegrat en la seva mateixa posició.:150
Tot mantenint la línia, just al puig al sud-oest de Foy, un atac massiu d'artilleria va caure sobre els homes que es trobaven a la seva posició. Guarnere va perdre la cama dreta mentre intentava arrossegar el seu amic Joe Toye (que també havia perdut la cama dreta) a una posició més segura. Aquesta lesió va acabar amb la participació de Guarnere a la guerra:184–187
Guarnere va rebre l'Estrella de Plata pel combat durant l'assalt de Brécourt Manor, i després es va decorar amb tres Estrelles de Bronze i dos Cors Porpra, convertint-lo en un dels dos únics membres de la Companyia Easyl (l'altre és Lynn Compton) que fou condecorat amb l'Estrella de Plata durant tota la durada de la guerra mentre era membre de Easy Company.
En la seva autobiografia, Beyond Band of Brothers: Memoirs of Major Richard Winters, Richard Winters feia referència a Guarnere com un "assassí natural".:88, 185

## Vida posterior i mort
Guarnere va tornar als Estats Units el març de 1945 i va assumir moltes feines estranyes. Va portar una cama dreta artificial fins que va aconseguir assegurar la discapacitat completa de l'Exèrcit, i després va llençar l'extremitat, utilitzant només muletes després i es va retirar.
Es va convertir en un membre actiu de moltes organitzacions de veterans i va presidir moltes reunions de l'Easy Company.
Després de tornar a casa d'Europa, Guarnere es va casar amb la seva xicota Frances Peca (1997) i van tenir dos fills, Eugene i William Jr. Eugene seguiria els passos del seu pare i va servir breument al Vietnam. En el moment de la seva mort, Guarnere tenia nou nets i catorze besnets.
Guarnere va escriure Brothers in Battle, Best of Friends: Two WWII Paratroopers from the Original Band of Brothers Tell Their Story amb el seu millor amic  Edward "Babe" Heffron i Robyn Post, explicant les experiències de la Companyia Easy. El llibre va ser publicat per Berkley Publishing Group, Penguin Books, el 2007. Guarnere també va escriure una breu obra per a Silver Eagle: the official biography of Band of Brothers veteran Clancy Lyall, que es va utilitzar com a epíleg. L'editorial britànica Pneuma Springs Publishing va publicar el llibre el març del 2013.
Guarnere i Heffron es van mantenir amics de tota la vida després de tornar a casa. Guarnere va ser el padrí de Heffron en el casament d'aquest últim el 1954. També va ser el padrí de la filla de Heffron, Patricia
Guarnere va morir pel trencament d'un aneurisma a l'Hospital Universitari Jefferson , Filadèlfia, el 8 de març del 2014. Tenia 90 anys. 

## Premis i condecoracions
| Plantilla:Ribbon devices/alt · Bronze oak leaf cluster · Bronze oak leaf cluster · Plantilla:Ribbon devices/alt |                              |                                                                                    |
| Bronze oak leaf cluster · Plantilla:Ribbon devices/alt                                                          | Plantilla:Ribbon devices/alt | Arrowhead · Bronze star · Bronze star · Bronze star · Plantilla:Ribbon devices/alt |
| Plantilla:Ribbon devices/alt                                                                                    | Plantilla:Ribbon devices/alt | Plantilla:Ribbon devices/alt                                                       |
| |                              |                                                                                    |
| Bronze oak leaf cluster · Plantilla:Ribbon devices/alt                                                          |                              |                                                                                    |

| Insígnia          | Insígnia d'Infanteria de Combat                            | Insígnia d'Infanteria de Combat                            | Insígnia d'Infanteria de Combat                                            |                                                    |
| Primera filera    | Estrella de Plata                                          | Estrella de Plata                                          | Estrella de Bronze amb 2 Manats de Fulles de Roure                         | Estrella de Bronze amb 2 Manats de Fulles de Roure |
| Segona filera     | Cor Porpra amb 1 Manat de Fulles de Roure                  | Medalla de bona conducta de l'Exèrcit                      | Medalla de la Campanya Europea amb punta de fletxa i 3 estrelles de servei |                                                    |
| Tercera filera    | Medalla de la Victòria a la II Guerra Mundial              | Creu de Guerra amb palma                                   | Medalla de la França Alliberada                                            |                                                    |
| Insígnia          | Insígnia de Paracaigudista amb 2 insígnies de salt         | Insígnia de Paracaigudista amb 2 insígnies de salt         | Insígnia de Paracaigudista amb 2 insígnies de salt                         |                                                    |
| Insígnia d'unitat | Citació Presidencial d'Unitat amb Manat de Fulles de Roure | Citació Presidencial d'Unitat amb Manat de Fulles de Roure | Citació Presidencial d'Unitat amb Manat de Fulles de Roure                 |                                                    |